# بارون، گار
بارون (به فرانسوی: Baron) یک کمون (فرانسه) در فرانسه است که در canton of Saint-Chaptes واقع شده‌است. بارون ۱۰٫۰۶ کیلومتر مربع مساحت دارد ۲۰۰ متر بالاتر از سطح دریا واقع شده‌است.